# Industriální rock
Industriální rock je hudební žánr, který v sobě spojuje industriální hudbu a specifické rockové podžánry. Z industriálního rocku vznikl industrial metal se kterým je často zaměňován. Prvotní spojení industriální hudby a rocku praktikovaly některé post-punkové skupiny jako Chrome, Killing Joke, Swans, Foetus a Big Black.

## Hudební styl
Industriálně rockoví hudebníci používají obecně klasické rockové nástroje jako elektrické kytary, bicí, basové kytary spolu s nárazy bílého šumu a elektronickými hudebními zařízeními (syntezátory, sekvencery, samplery a bicí automaty). Zvuk kytar je často velmi zkreslený nebo jinak upravený. Basové kytary a bicí mohou být hrány živě, nebo mohou být nahrazeny elektronickými hudebními nástroji či počítači.

## Komerční úspěch
Pravý komerční zlom industriálního rocku se konal spolu s industriálním metalem a skupinami Nine Inch Nails či Ministry.

## Industriálně rocková vydavatelství
- 21st Circuitry (USA)
- Cleopatra Records
- COP Int'l (USA)
- Fifth Colvmn Records (USA)
- Glitch Mode Recordings (USA)
- Invisible Records
- Metropolis Records
- Displaced Music (USA)
- Nothing Records
- Re-Constriction Records (USA)
- Wax Trax! Records